# Daulatpur (Himachal Pradesh)
Daulatpur – miasto w północnych Indiach w stanie Himachal Pradesh, w zachodnich Himalajach.
Populacja miasta w 2001 roku wynosiła 3352 mieszkańców.